# Now playing
『Now playing』（ナウ プレイング）は、一二三による日本の漫画作品。スクウェア・エニックスのウェブコミック配信サイト『ガンガンONLINE』にて2014年6月に読み切りが掲載された後、毎月第1・3週更新で2014年11月20日更新分から2016年4月21日更新分まで連載。

## 主な登場人物
東雲 東（しののめ あずま）
友達を作れず、教室では他人の顔色を窺って自分を演じてばかりいた高校1年生。西園寺と出会って演劇部に入り「違う自分」を発見していくが、それは良い面ばかりではない。
西園寺 彩（さいおんじ さい）
東の通う高校に転校してきた高校2年生。前の学校でも演劇部に所属し、脚本・演出を担当。東を気にかけているように見えるが、度々変化する表情の真意は未だに読めない。
荻ノ目 蘭子（おぎのめ らんこ）
演劇部部長（2年生）。多少暴力的な面があるが面倒見の良い先輩。演劇への想いは部員の誰よりも強い。女子にモテる。
周防 拓磨（すおう たくま）
演劇部副部長（2年生）。成績優秀・運動神経抜群の上、周囲に気を使える完璧優等生だが、他人の秘密を覗き見するような「盗撮癖」を持つ。
七力 剛（しちりき ごう）
演劇部会計担当（1年生）。いかつい外見とは裏腹に繊細で、かわいらしいものや少女漫画が好き。まっすぐな性格。声がでかい。
浅野 タクミ（あさの タクミ）
舞台監督（裏方統括）担当の1年生。以前はクラスの仲間たちとつるんで東雲をいじめていたが、あることをきっかけに舞監として演劇部に加わる。

## 単行本
- 一二三 『Now playing』 スクウェア・エニックス〈ガンガンコミックスONLINE〉、全4巻
  1. 2015年5月22日発売[3]、ISBN 978-4-7575-4617-2
  2. 2015年9月19日発売[4]、ISBN 978-4-7575-4717-9
  3. 2016年2月22日発売[5]、ISBN 978-4-7575-4884-8
  4. 2016年5月21日発売[6]、ISBN 978-4-7575-4976-0